# Jiří Tichý
Jiří Tichý (1933. december 6. – Podivín, 2016, augusztus 26.) 19-szeres csehszlovák válogatott, világbajnoki ezüstérmes cseh labdarúgó, hátvéd.

## Pályafutása

### Klubcsapatban
1954 és 1963 között CH Bratislava labdarúgója volt. 1963 és 1969 a Sparta Praha csapatában szerepelt, ahol két bajnoki címet szerzett.

### A válogatottban
1957 és 1964 között 19 alkalommal szerepelt a csehszlovák válogatottban. Tagja volt az 1962-es chilei világbajnokságon ezüstérmet szerzett csapatnak. 1960-ban ez első Európa-bajnokságon bronzérmet nyert a csehszlovák válogatottal.

## Sikerei, díjai
- Világbajnokság
  - ezüstérmes: 1962, Chile
- Európa-bajnokság
  - bronzérmes: 1960, Franciaország
- Csehszlovák bajnokság
  - bajnok: 1964–65, 1966–67
- Csehszlovák kupa
  - győztes: 1964